# Église Sainte-Marie de Montescot
Pour les articles homonymes, voir église Sainte-Marie.

L'église Sainte-Marie de Montescot est une église romane située à Montescot, dans le département français des Pyrénées-Orientales.

## Situation
L'église est située au sein du village, à l'ouest de la mairie.

## Description
L'église Sainte-Marie est initialement orientée vers l'est, mais une entrée a depuis été percée dans l'abside et l'église est désormais orientée vers l'ouest.

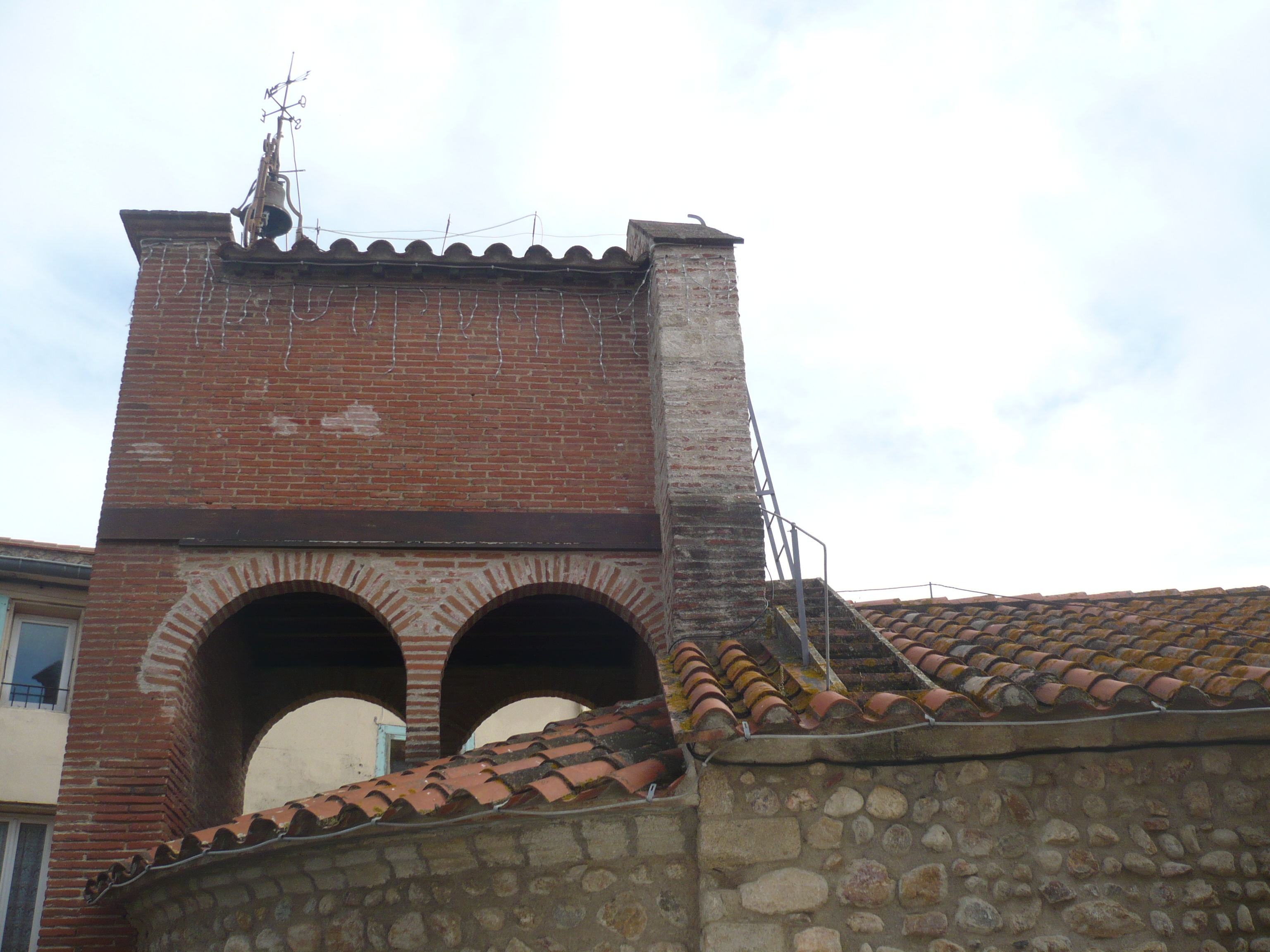
Clocher côté nord
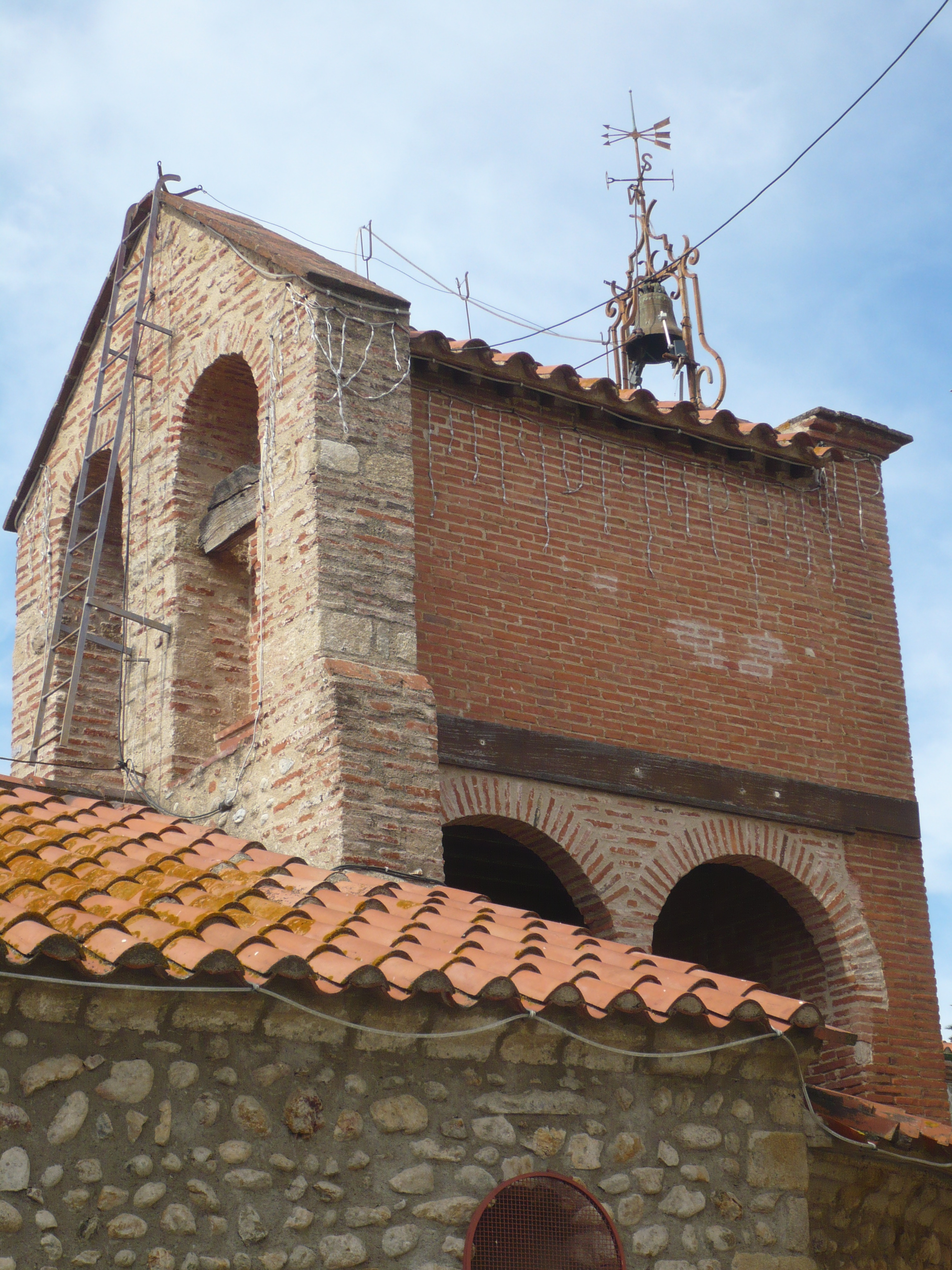
Clocher côté sud
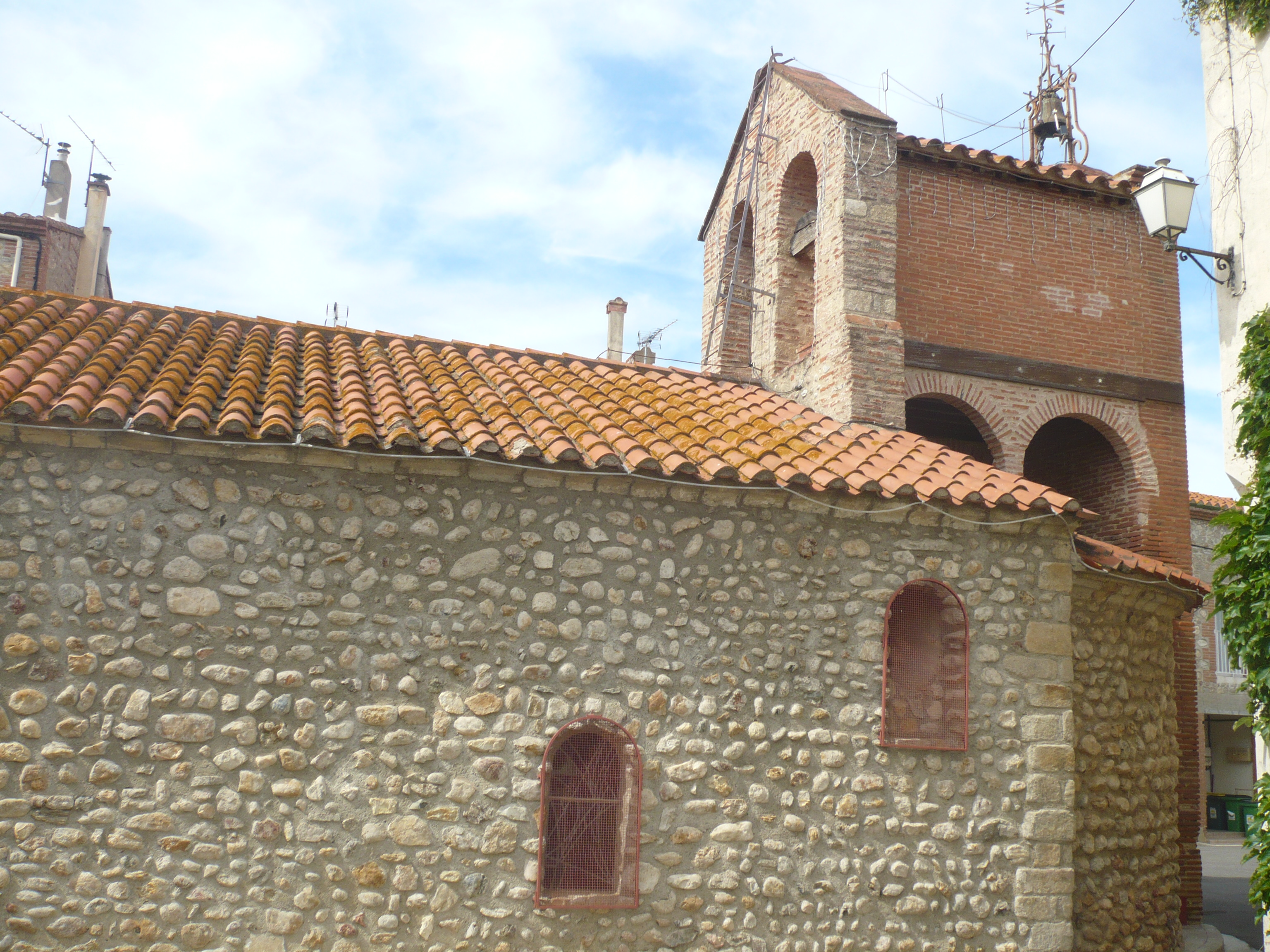
Face sud
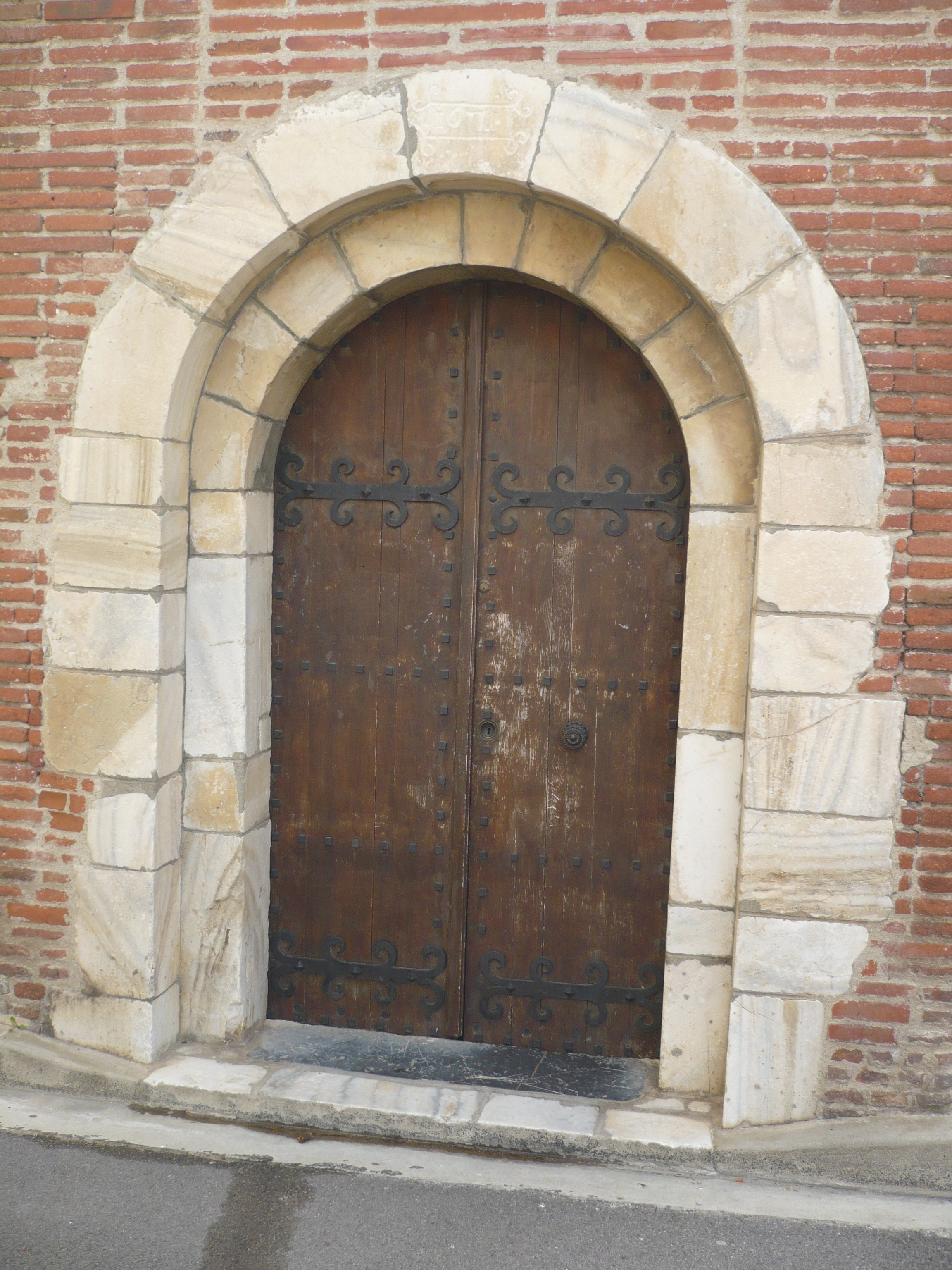
Portail de l'église